# Ігл-Бенд (Міннесота)
Ігл-Бенд (англ. Eagle Bend) — місто (англ. city) в США, в окрузі Тодд штату Міннесота. Населення — 546 осіб (2020).

## Географія
Ігл-Бенд розташований за координатами 46°9′51″ пн. ш. 95°2′3″ зх. д. / 46.16417° пн. ш. 95.03417° зх. д. (46.164151, -95.034134).  За даними Бюро перепису населення США в 2010 році місто мало площу 3,50 км², уся площа — суходіл.

## Демографія
Згідно з переписом 2010 року, у місті мешкало 535 осіб у 246 домогосподарствах у складі 143 родин. Густота населення становила 153 особи/км².  Було 290 помешкань (83/км²).
Расовий склад населення:
| - 97,2 % — білих - 0,6 % — азіатів - 0,2 % — корінних американців - 0,2 % — чорних або афроамериканців |

До двох чи більше рас належало 1,5 %. Частка іспаномовних становила 1,3 % від усіх жителів.
За віковим діапазоном населення розподілялося таким чином: 22,2 % — особи молодші 18 років, 53,9 % — особи у віці 18—64 років, 23,9 % — особи у віці 65 років та старші. Медіана віку мешканця становила 45,2 року. На 100 осіб жіночої статі у місті припадало 94,5 чоловіків;  на 100 жінок у віці від 18 років та старших — 95,3 чоловіків також старших 18 років.
Середній дохід на одне домашнє господарство  становив 60 239 доларів США (медіана — 38 500), а середній дохід на одну сім'ю — 56 705 доларів (медіана — 51 042). За межею бідності перебувало 16,9 % осіб, у тому числі 40,2 % дітей у віці до 18 років та 16,7 % осіб у віці 65 років та старших.
Цивільне працевлаштоване населення становило 184 особи. Основні галузі зайнятості: освіта, охорона здоров'я та соціальна допомога — 31,0 %, виробництво — 19,6 %, транспорт — 9,8 %, мистецтво, розваги та відпочинок — 9,8 %.